# Rakiv, Dolîna
Rakiv (în ucraineană Раків) este o comună în raionul Dolîna, regiunea Ivano-Frankivsk, Ucraina, formată numai din satul de reședință.

## Demografie
Componența lingvistică a comunei Rakiv
     Ucraineană (99,77%)
     Alte limbi (0,23%)
Conform recensământului din 2001, majoritatea populației comunei Rakiv era vorbitoare de ucraineană (99,77%), existând în minoritate și vorbitori de alte limbi.